# Fotografía arquitectónica

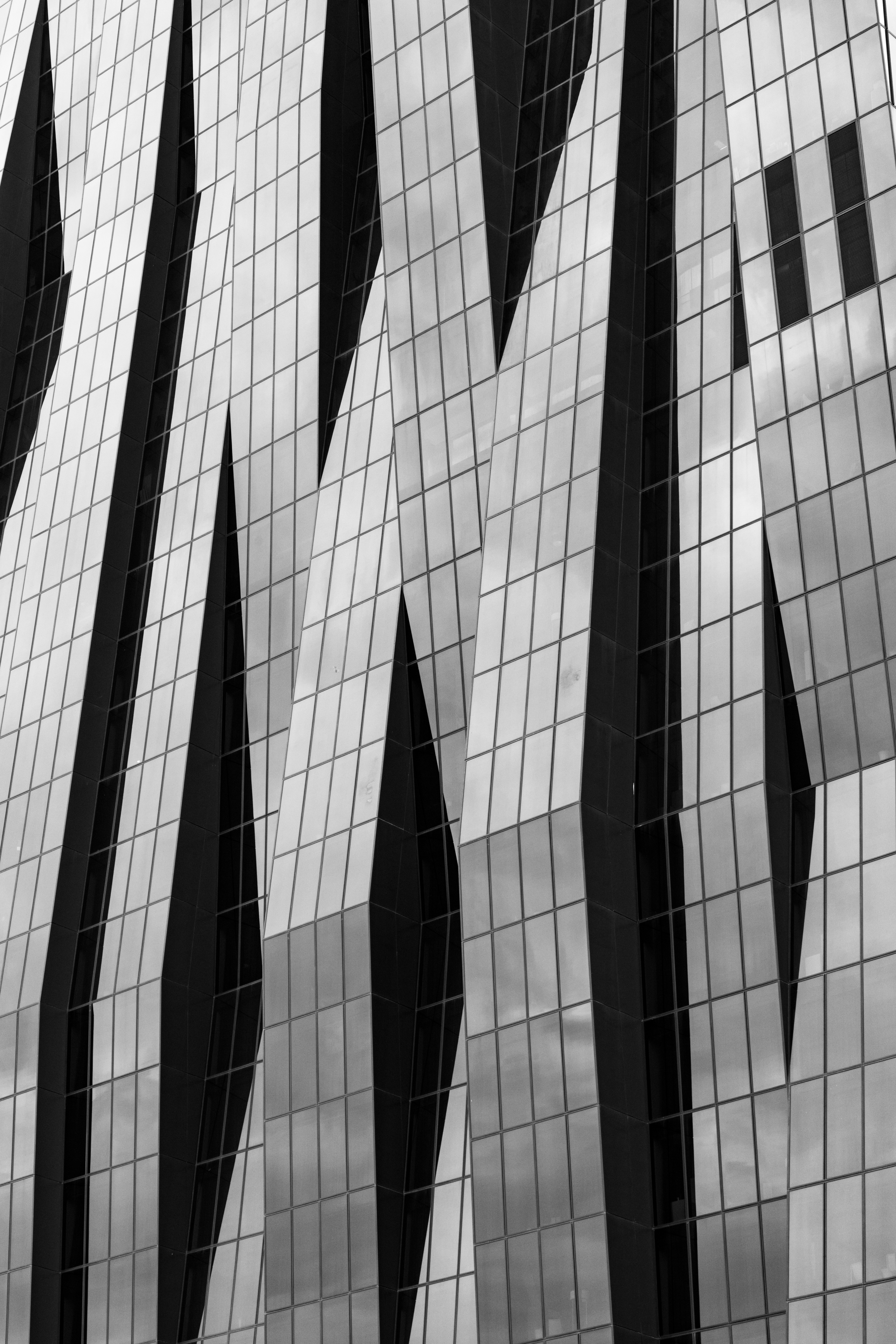
DC Tower en Viena, Austria.

La fotografía arquitectónica es la encargada de capturar y describir los edificios, construcciones como puentes, etc. y otros espacios creados por el hombre. La unión entre fotografía y arquitectura es tan antigua como la historia de la fotografía en su primer concepto. La primera fotografía fue tomada en el año 1826 por Joseph Nicéphore Niépce, en la cual ya se muestra el conjunto de edificios desde la ventana de una granja. En España la primera imagen arquitectónica es realizada por Ramón Alabern en 1839 fotografiando el Pla de Palau de Barcelona.[cita requerida] A nivel urbano, puede describir una ciudad o la relación de un edificio o desarrollo con su entorno. También se usa en interiorismo, documentando la relación entre mobiliario, color, textura, ritmo e iluminación con el espacio propuesto por el arquitecto o diseñador.
La fotografía de arquitectura trata de visualizar el espacio contenido entre muros, encontrar la sustancia del vacío y su relación con lo que lo delimita. En el caso de un edificio, trata de situarlo en el contexto de ciudad, cómo dialoga con el entorno, si se mimetiza, se entiende o se hace notar.
La especialidad de la fotografía arquitectónica es útil para documentar los proyectos construidos de los arquitectos, su publicación en libros y revistas especializadas o para actualizar su portafolio. También es útil para constructoras, urbanistas y desarrolladores inmobiliarios. Entre el equipo de un fotógrafo arquitectónico profesional no debe faltar una lente descentrable (tilt-shift en inglés), que permite una distorsión analógica de la imagen, lo que garantiza la verticalidad de las paredes y fachadas de las construcciones.

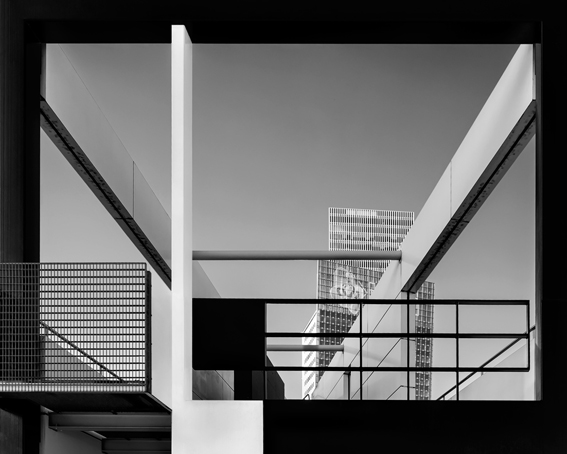
Corpi d'Architettura, por Pino Musi (2018)

## Etimología
La palabra fotografía proviene del griego antiguo y está compuesto por 2 elementos: foto- de la palabra φῶς (phos, photos: luz, de la luz), de esta raíz derivan las palabras fotosíntesis, fotógrafo, fotogénico o fotocopia entre otras palabras; por otra parte la raíz -grafo está constituida por el verbo griego γράφω (graphein, que significa escribir o grabar), de esta raíz surgen las palabras hierógrafo, caligrafía o polígrafo, el verbo también se asocia a la raíz indoeuropea gerbh- de la palabra gramma, que significa letra español y a partir de este término encontramos nuevas palabras como gramática, anagrama, cronograma...etc También cabe mencionar que la raíz -grafía está compuesta por el sufijo -ía, que indica cualidad y forma ha derivado en palabras como caligrafía, geología, patología...etc
La palabra arquitectura proviene en latín architectus y del griego ἀρχιτέκτων (architéktōn). La composición de la palabra es: archi de la palabra ἀρχι, que significa el primero, el que manda; y la raíz tecton de la palabra τέκτων, que significa albañil, constructor.

## Historia

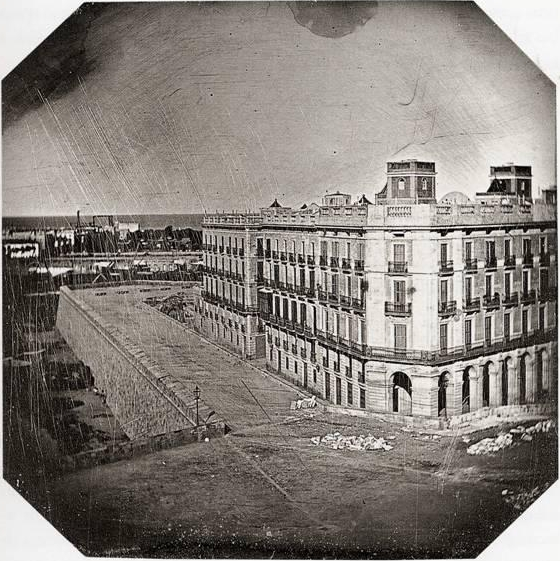
Primer daguerrotipo en España: "Casa Xifré" (1848)

La historia de la fotografía arquitectónica ha evolucionado en función de las necesidades de comunicación y difusión de los artistas a través de tecnologías avanzadas en las distintas épocas: en el siglo XIX impera el descubrimiento arquitectónico mientras que en el siglo XX se inclina por interpretar el entorno y darle nuevas perspectivas. Lo que sucede en el siglo XX es un fenómeno derivado del siglo anterior al haberse fotografiado todo, por lo que el siglo XXI tenderá a redescubrir la arquitectura a través de la fotografía telefónica y todo lo que ello ofrece.  
A partir del siglo XX, en una época que experimenta un gran desarrollo tecnológico por la invención de técnicas de impresión fotomecánicas y de difusión económica y masiva; se producen dos grandes corrientes en la fotografía de arquitectura. Por un lado, una con un estilo más racional y objetivizante, de tipo canónico basada en el dibujo arquitectónico; y en segundo lugar, una fotografía de expresión personal, irracional, que lleva la imagen arquitectónica al campo de lo subjetivo. Éstas prevalecerán en la siguiente época, ya de modernidad. 

### Los antecedentes en el sigloXIX: La representación del espacio
El origen de las fotografías arquitectónicas surge en París con las instantáneas del patio visto desde la ventana del taller, de Joseph Nicéphore Niépce (1826); un contraluz de una ventana de la casa de William Henry Fox Talbot (1835) y una vista panorámica del museo Louvre desde la ribera izquierda del Sena, de Jacques Louis Mandé Daguerre (1839). El tema arquitectónico, de estas primeras imágenes, responde a la accesibilidad del entorno arquitectónico desde las primeras sedes donde se hacían las fotografías. Asimismo, se destaca la facilidad de tomar fotos de inmuebles con materiales fotosensibles lentos y por último, cómo actúa la cámara para representar la arquitectura desde el siglo XVI. Tras el fallecimiento del artista Daguerre su técnica del daguerrotipo se queda obsoleta y aparecen nuevos elementos: el colodión húmedo, la albúmina y el papel encerado de Blanquart Evrard, que son técnicas positivo-negativas de la calotipia de Talbot. La aparición de estas nuevas técnicas hace que la fotografía experimente dentro de la creatividad conceptual en lugares lejanos y exóticos, la aparición de la fotografía en exposiciones magnas y se publican los primeros libros de fotografía de arquitectura a la vez que emerge una heterogeneidad de tipologías arquitectónicas y urbanísticas.

### Comienzos del sigloXX: La foto como concepto
Los inventos y crecimiento de maneras de producción múltiple provocó que se afianzarán nuevas metodologías de fotografía arquitectónica y aumentó la visibilidad de este género mediante exposiciones, álbumes de fotos, vistas estereoscópicas y colecciones. La revolución llega en 1879 cuando Karel Klíč inventa la reproducción fotomecánica cuando fue posible la impresión económica y a gran escala de las imágenes en publicaciones de divulgación masiva, véase en periódicos o revistas especializadas. Bien entrados en el siglo XX la fotografía arquitectónica experimenta un cambio simbólico en la que se observa una expresión moderna de la fotografía. En 1925 aparecen las cámaras Leica y Ermanox en el mercado europeo y los fotógrafos empiezan a usarlas al ser más cómodas y experimentar con encuadres innovadores. Cabe mencionar que en la anterior etapa usaban la sintaxis de impresión con técnicas pigmentarias pero en esta etapa se decantan por la sintaxis de cámara con la que experimentaron las posibilidades que ofrecen las nuevas cámaras trabajando sobre todo el encuadre y la composición. Los fotógrafos emplean encuadres como los picados y contrapicados o vistas con el horizonte caído dando la sensación de una foto deformada para el ojo humano.

### Finales del sigloXX: Nuevo concepto posmoderno
Esta etapa comienza en el Museo Internacional de la Fotografía de Rochester cuando se inaugura la exposición The New Topographics of a Man-Altered Landscape por William Jenkins. En ella aparecen los primeros autores de fotografías que documentaban el paisaje urbano de las ciudades industriales en los años 1970. Las fotos comenzaban a hacerse en color y se centraban en explorar las construcciones industriales, los edificios suburbanos, las gasolineras o centros comerciales. El encuadre es más abierto, hay un equilibrio entre el espacio y el fondo representaba la realidad vista como es por el ojo, plana y sin filtro. Solo se representaba la arquitectura sola en el entorno, no se fotografiaba a la gente en ella ni otros elementos que pudieran desviar la atención.

### SigloXXI
A lo largo de los años la fotografía ha introducido nuevas maneras de comunicarse y expresarse con equipos fotográficos aparatosos. La fotografía arquitectónica está muy ligada a la fotografía documental: fotorreportaje o fotografía de calle. Su éxito se debe en parte a la nueva generación de teléfonos inteligentes, ya que amplía las posibilidades de acercar este arte a la sociedad que no podía permitirse una cámara de fotos. Gracias a los teléfonos inteligentes y este nuevo género, la fotografía arquitectónica adquiere una relevancia  destacable en la que con una cámara de teléfono inteligente, por su pequeño tamaño y liviano lo convierten en un objeto menos pesado y más agradable de usar. Lo importante ahora es la instantaneidad y rapidez. Sin embargo, esto ha hecho que el interés de la arquitectura se desplace de su fin principal: servir a las personas. En la actualidad el foco está en crear espacios fotogénicos y bellos haciendo que el habitante y el cómo habita pasen a un segundo plano.

## Características
La característica principal de la fotografía arquitectónica radica en la técnica. Anteriormente era imperativo el uso de una cámara de placa (Sinar) o formato medio, debido al basculamiento y alteración de los planos que se podían lograr gracias a la utilización de óptica con fuelle. Esto con la finalidad de lograr una óptima corrección de perspectivas a la hora de tomar la imagen y evitar el escorzo. A comienzos del siglo XXI con la masificación de la fotografía digital, se han fabricado una gama de objetivos con aplicaciones similares a las de gran formato, llamados tilt-shift, para cámaras réflex de lente única digitales. Aunque estos lentes tienen sus limitaciones, cada vez más profesionales han optado por integrar estas tecnologías a su procesos.
A diferencia de otras disciplinas fotográficas, es una de las más sencillas en cuanto a concepto y técnica. La composición de una foto de arquitectura contiene un lenguaje directo y contundente, los demás elementos no deben de tener un espacio relevante en la imagen. En una foto con varios edificios la conexión se representa claramente al espectador. Las reglas principales de la fotografía se rompen en ocasiones para buscar nuevas perspectivas. También hay que destacar los aspectos más llamativos del diseño de un edificio.

## Clasificación

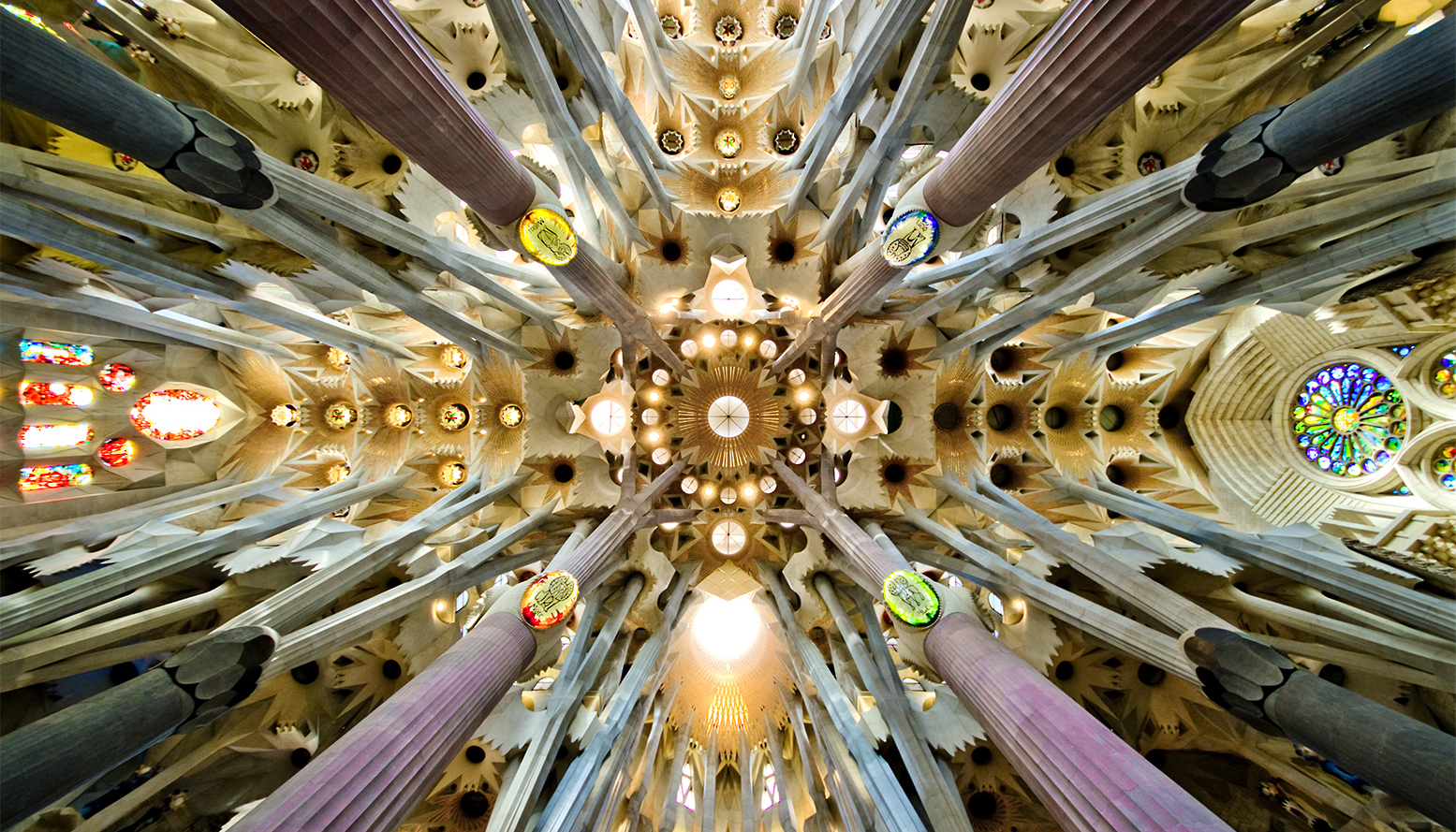
Techo de la Sagrada Familia.

Existen tres tipos de fotografía arquitectónica dependiendo del entorno: exterior, interior y detalle. 
1. El exterior de un edificio muestra la fachada y el entorno urbanístico donde se encuentra. La fotografía arquitectónica de exteriores también muestra todo lo que hay alrededor de la arquitectura y cómo se adecua a ella. El fotógrafo explora y juega diferentes perspectivas al estar en el exterior, ya que puede moverse y probar nuevos ángulos pudiendo expresar lo que quiere contar de distintas maneras. El sentido de esto es mostrar la realidad desde una vista diferente a la que observamos cada día gracias al estilo creativo de cada fotógrafo.[10]

1. El interior de un edificio refleja sus elementos en el espacio al unísono de la creatividad del diseñador. Como dice su nombre, la fotografía arquitectónica de interiores muestra el entorno de las edificaciones. El trabajo arduo del fotógrafo es capturar el espacio para conocer la composición del interior, sus texturas, los colores y objetos que hay en el lugar. Un aspecto a destacar es la iluminación para saber la profundidad y el color en la fotografía. La fotografía arquitectónica es un género común dentro de la publicidad de lugares: restaurantes, cafeterías, hoteles, etc.[11]

1. El detalle consiste en fotografiar desde un punto de vista más cercano, de manera que se obtiene una mayor información de la textura y el material del edificio.[12]

## Fotógrafos de arquitectura
La fotografía es una técnica que empezó observando los primeros edificios construidos en el siglo XIX. Desde monumentos, ayuntamientos o primero edificios residenciales son detallados por los fotógrafos para documentar los avances tecnológicos, sociales y artísticos. Algunos de los artistas más importantes que asentaron las bases de la fotografía arquitectónica son:

### Jean Laurent

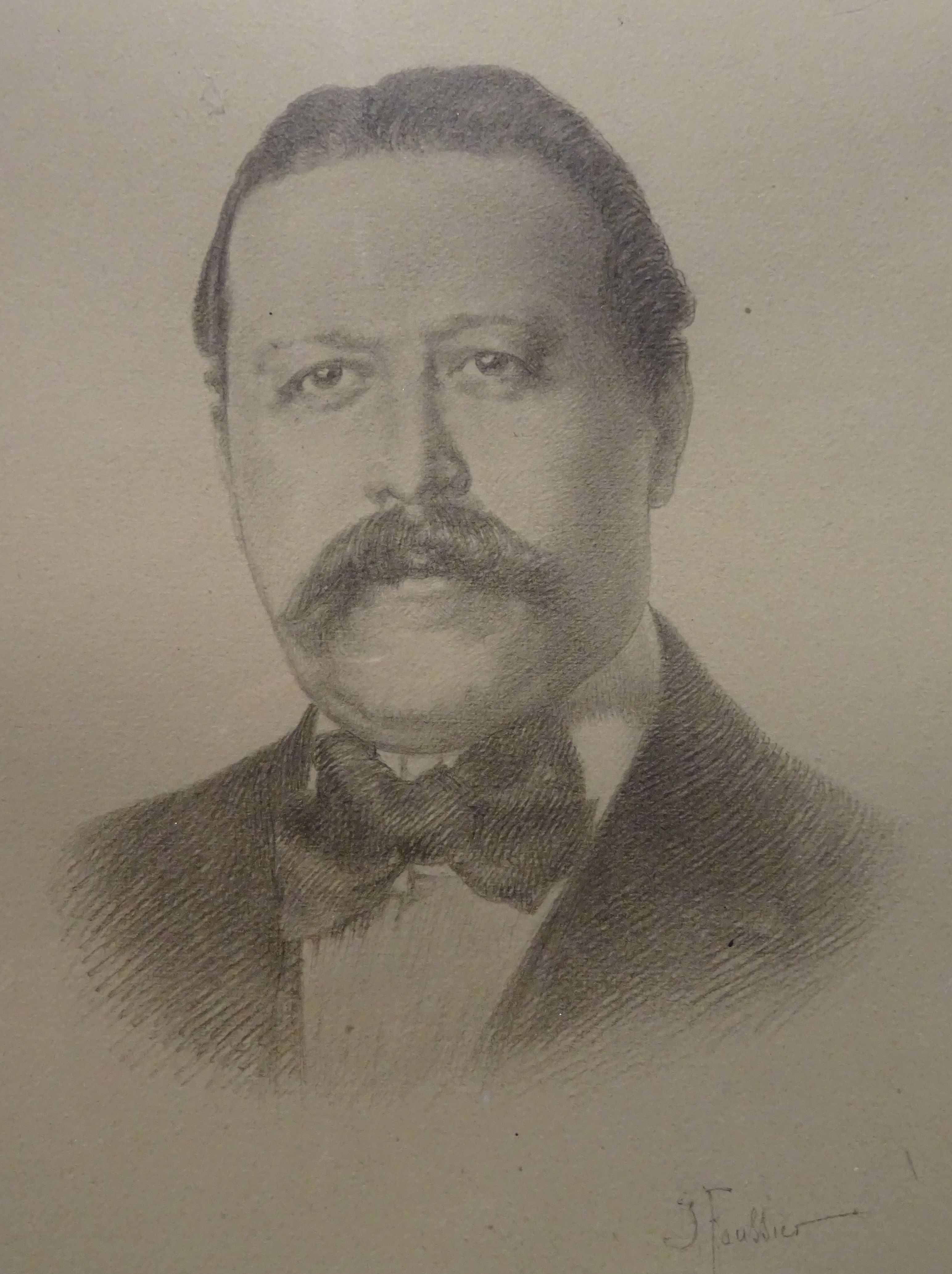
Jean Laurent

Jean Laurent nació en Francia en el año 1816 y se mudó a Madrid en 1843 donde se erigió como una revelación dentro de la fotografía de arquitectura por su descubrimiento, el papel leptográfico. Al principio de su carrera el artista se especializó en retratos aunque sus fotos más destacadas son de las vistas panorámicas de las ciudades más conocidas de la península ibérica.

### Julius Shulman

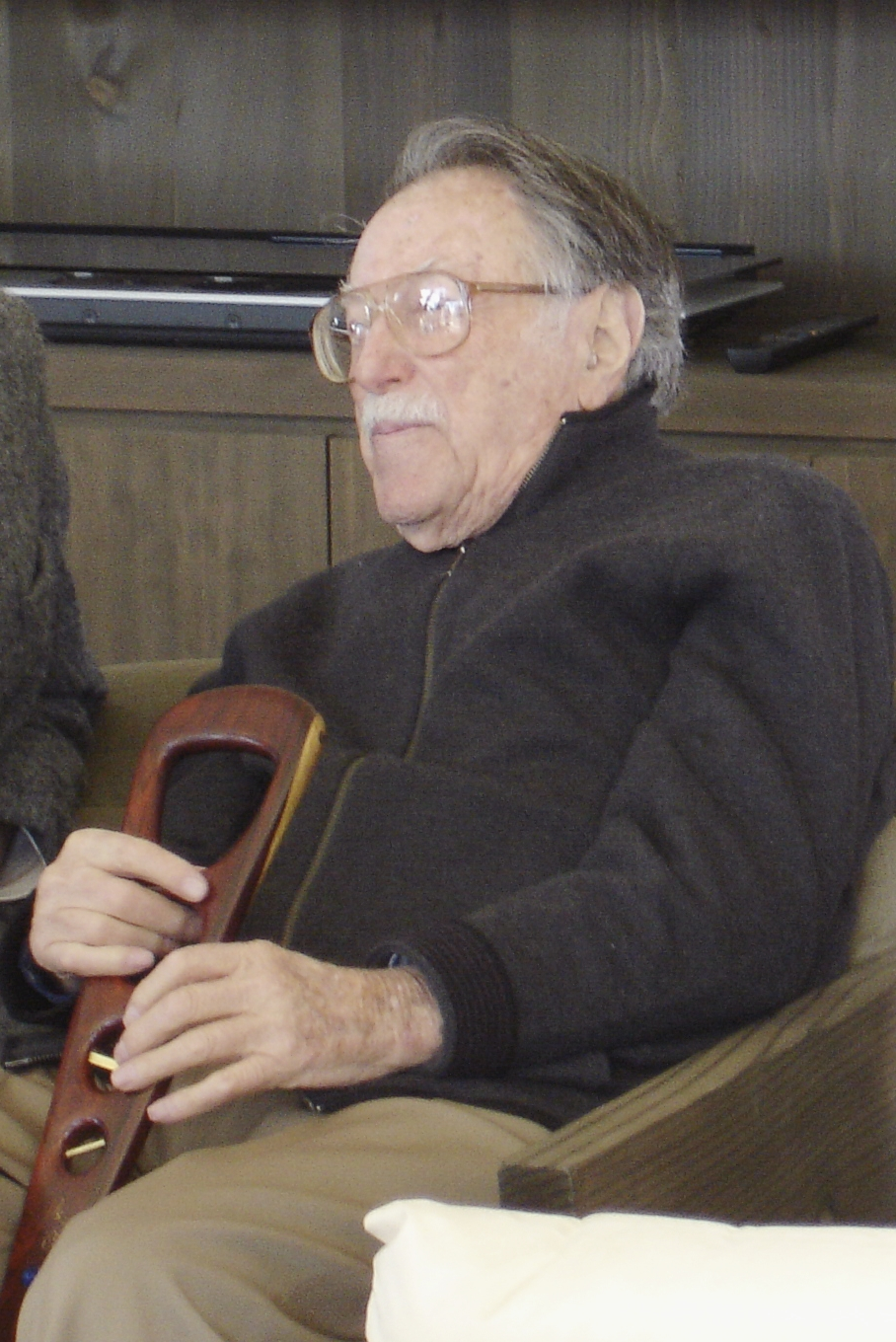
Julius Shulman, fotógrafo de arquitectura

Julius Shulman (Nueva York, 1910-2009) fue un fotógrafo de arquitectura considerado el pionero del género. Él mismo expresa lo más importante en sus obras: «la dramatización de la luz es lo más importante en la fotografía de arquitectura y a menudo nos muestra la diferencia entre una fotografía impactante y otra mediocre». El artista fue descubierto por el arquitecto austríaco, Richard Neutra, con el que colaboró durante largos años y fue su mayor influencia para divulgar sus obras a principios del siglo XX. 
Su trabajo más destacado es la imagen de la vivienda de Pierre Koening en Hollywood Hills. Cabe mencionar que los comienzos de la imagen eran en blanco y negro, éste detalle evoca a la necesidad de expresar de forma sintética y radical en cuanto a la composición arquitectónica donde la relación del entorno, el tratamiento de la luz y el contraste encajan perfectamente. Es por esto que la fotografía en color queda en un segundo plano a finales del siglo XIX. En cambio Julius Shulman emplea el color en sus imágenes transmitiendo una representación más realista de la arquitectura. De la unión artística entre Neutra y Shulman haciendo que arquitectura y fotografía naciera un nuevo género fotográfico, que fue sucedido  por Louis Kahn con Ezra Stoller. Entre la arquitectura española surgió el ejemplo de unión entre Coderch y Català-Roca.

### Ezra Stoller
Ezra Stoller es uno de los fotógrafos más reconocidos del siglo XX. Estudió arquitectura y trasladó su pasión a la fotografía ilustrando los edificios más relevantes de los años cincuenta y sesenta. Su principal profesión no era solo documentar, además hacía una interpretación de los edificios observándolos durante varios días para tomar la fotografía perfecta. Ganó el premio de Fotografía de Arquitectura del Instituto Americano de Arquitectos en 1961.